# Chinese Taishan
Die Chinese Taishan (chinesisch: 中國泰山; Zhōngguó tàishān) gehört mit einer Höchstgeschwindigkeit von über 27 Knoten zu den schnellsten Kreuzfahrtschiffen der Welt. Sie wurde im Juni 2000 als erstes Neubauprojekt der griechischen Reederei Royal Olympic Cruises als Olympic Voyager in Dienst gestellt. Das Schiff wird seit 2014 von der chinesischen Reederei Bohai Ferry betrieben.

## Geschichte

### Bau und Indienststellung

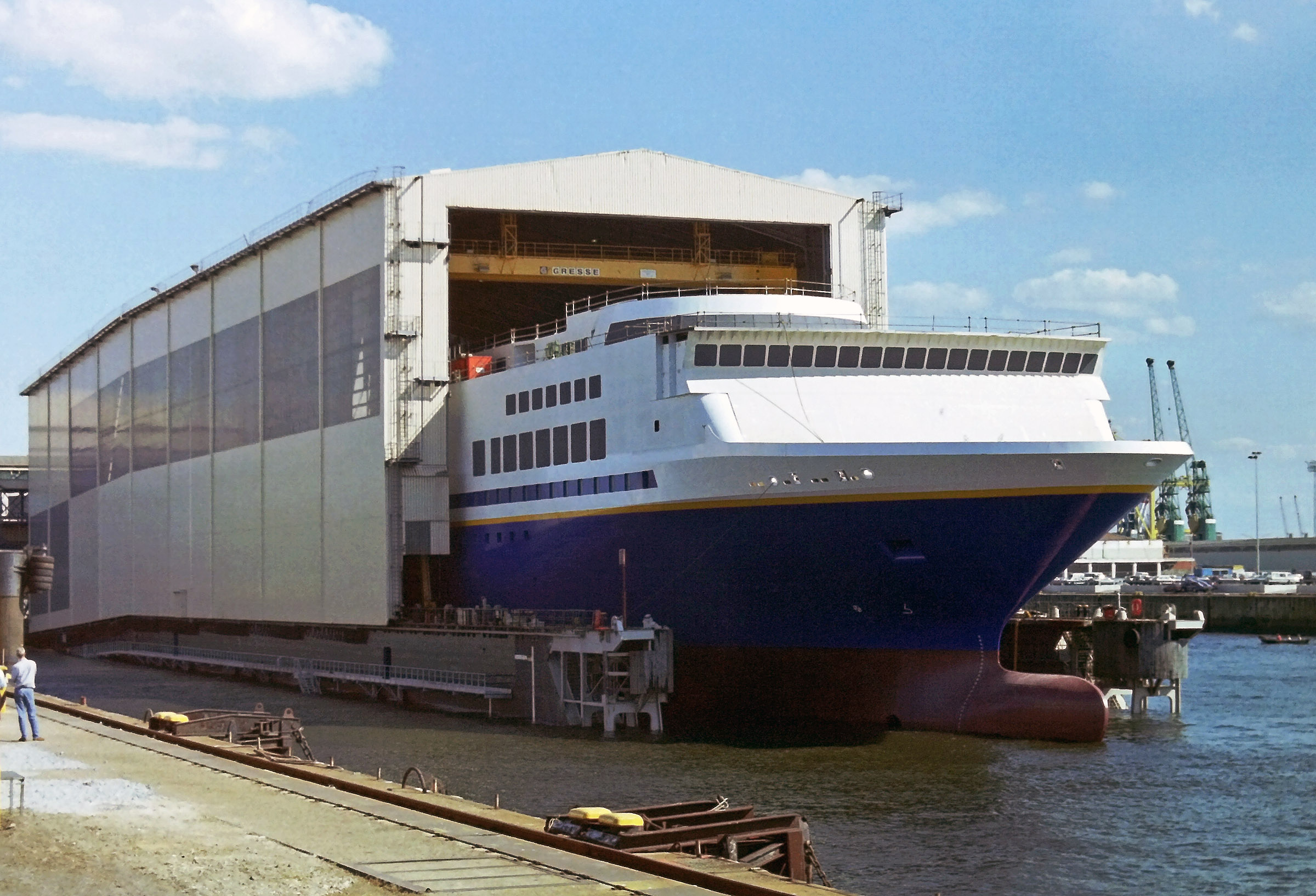
Ausdocken der Olympic Voyager bei Blohm + Voss

Das Schiff wurde am 8. Juli 1998 auf der Werft Blohm + Voss in Hamburg als Baunummer 961 auf Kiel gelegt. Für die Werft war dieses Projekt der erste Neubau eines Passagierschiffes nach 44 Jahren. Mit dem Auftraggeber, der griechischen Reederei Royal Olympic Cruises, hatte die Werft eine ungewöhnlich hohe Reisegeschwindigkeit vereinbart. Das Ausdocken erfolgte im Juli 1999 und nach Abschluss der Arbeiten konnte der Neubau bereits am 15. Juni 2000 an den Eigner übergeben werden. Am 22. Juni 2000 wurde das Schiff in Athen von Staatspräsident Konstantinos Stefanopoulos auf den Namen Olympic Voyager getauft und unter griechischer Flagge in Dienst gestellt.
Die Olympic Voyager ist das erste von zwei Schwesterschiffen. Im Jahr 2002 folgte das zweite Schiff, die Olympia Explorer.

### Einsatz

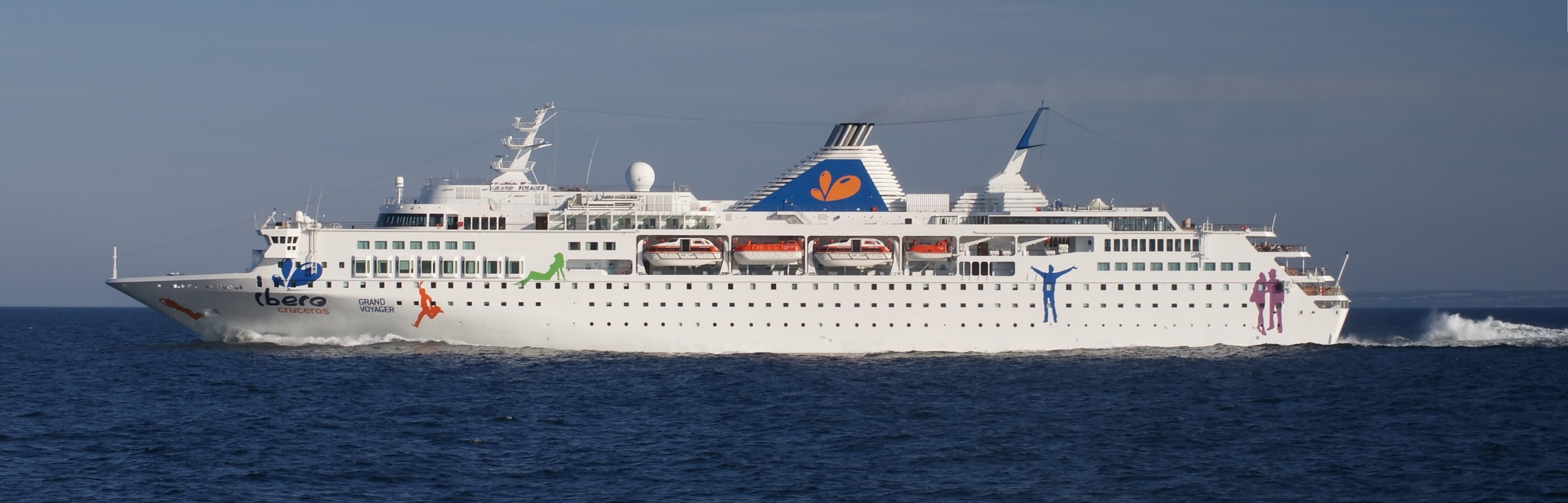
Als Grand Voyager von Ibero Cruceros vor Bornholm

Das Schiff wurde seit der Indienststellung für Kreuzfahrten im Mittelmeer und der Karibik eingesetzt. Im Jahr 2001 wurde das Schiff in Olympia Voyager umbenannt. Nachdem die Reederei in wirtschaftliche Schwierigkeiten geraten war, erfolgte im Jahr 2004 der Verkauf an Horizon Navigation (Nassau, Bahamas), wo das Schiff auf den Namen Voyager getauft und an die spanische Reederei Iberojet verchartert wurde. Im Jahr 2005 ging das Eigentum des Schiffes an die Voyager Shipping und der Schiffsname wurde in Grand Voyager geändert. Der Chartervertrag wurde verlängert, zunächst mit Iberojet, dann mit deren Nachfolger, dem Joint-Venture Ibero Cruceros. Nachdem die Kreuzfahrtgruppe Carnival Corporation & plc ihren Partner aus dem Joint-Venture herausgekauft hatte, erhielt sie im Jahr 2008 das Eigentum an der Grand Voyager und übertrug das Schiff seiner Europafiliale, der italienischen Reederei Costa Crociere S.p.A.
Costa Crociere behielt den Schiffsnamen und die spanische Marke noch für drei Jahre bei. Von Dezember 2011 bis Herbst 2013 übernahm sie das Schiff dann auf ihre italienische Hauptmarke und setzte sie als Costa Voyager für Kreuzfahrten im Roten Meer ein. Zwischenzeitlich war sie auf der Werft San Giorgio in Genua für 2,5 Mio. Euro renoviert und unter anderem der Schornstein auf die Farben von Costa-Kreuzfahrten (blaues „C“ auf gelbem Grund) umlackiert worden.
Im November 2013 wurde mitgeteilt, das Schiff werde für mehrere Millionen Euro in einer Genueser Werft überholt. Kurz danach verschwand es jedoch von der Schiffsliste der Costa-Website. Mitte Februar 2014 kündigte die Bohai Ferry Company aus Yantai den Kauf der Costa Voyager für 43,68 Millionen Dollar an. Ende März 2014 kaufte Bohai Ferry das Schiff und überführte es in die Volksrepublik China.
Seit 2020 liegt die Chinese Taishan in Dalian auf.

### Zwischenfälle
Am 14. Februar 2005 geriet das Schiff mit mehr als 700 Passagieren und Besatzungsmitgliedern zwischen den Balearen und Sardinien während eines schweren Sturms mit orkanartigen Böen in Seenot. Zuvor hatte eine Welle die Fenster der Brücke zertrümmert und die Bordelektronik lahmgelegt. Durch den entstandenen Kurzschluss fiel die Maschinenanlage aus. Teile des Schiffsinneren wurden verwüstet, zwanzig Passagiere verletzt. Nachdem ein Notstromaggregat die Stromversorgung teilweise wiederhergestellt hatte, konnte einer der vier Hauptmotoren gestartet und das Schiff wieder auf Kurs gebracht werden. Am Morgen des 15. Februar 2005 erreichte es den Hafen von Cagliari auf Sardinien. Das Schiff war am 13. Februar von Tunis aus zu einer einwöchigen Mittelmeer-Kreuzfahrt nach Barcelona aufgebrochen.
Am 7. Februar 2012 kam es während einer Kreuzfahrt im Roten Meer zu einem Brand in einer Kabine auf Deck 3. Durch eine in italienischer Sprache übermittelte Alarmdurchsage kam es zu einer Panik. Passagiere stürmten mit angelegten Rettungswesten auf die Korridore, wo sie von der Besatzung beruhigt und wieder zurück auf ihre Kabinen gebeten wurden. Als Folge des Brandes war es in der betroffenen Kabine auch zu einem durch die Sprinkleranlage verursachten Wasserschaden gekommen. Nach Aussage des Kapitäns war die Situation stets unter Kontrolle und die Besatzung habe sofort reagiert. Das Schiff konnte seine Reise fortsetzen.

## Schiffstechnik

### Kapazität
Das Schiff kann bis zu 927 Passagiere transportieren und darf zusammen mit Mannschaft und weiterem Personal insgesamt 1280 Personen befördern.

### Rumpf
Die Konstruktion des Rumpfes basiert auf einem von der Werft entwickelten und patentierten Unterwasserschiff, dem sogenannten „Fast Monohull“ (dt. schneller Einzelrumpf). Durch die besonders strömungsgünstige Form zeichnet sich die Bauweise durch eine hohe Wirtschaftlichkeit aus (die Werft gibt eine Leistungseinsparung von etwa 20 % an). Bei dieser Rumpfform werden beim Unterwasserschiff Strömungswerte erreicht, die einem U-Boot vergleichbar sind, die Kenterstabilität entspricht der eines konventionellen Schiffes. Die Unterseite des Rumpfs ist im weiteren Verlauf bis zum Heck tunnelförmig ausgehöhlt, wodurch Zu- und Abstrom der eng beieinanderliegenden Propeller optimiert werden.

### Maschinenanlage und Antrieb
Um die geforderten hohen Geschwindigkeiten zu erreichen, wurde das Schiff mit einer besonders leistungsfähigen Hauptmaschinenanlage ausgerüstet. Mit einer Gesamtleistung von 37.800 kW (51.394 PS) übertrifft sie die Maschinenleistung der in Größe und Vermessung vergleichbaren Deutschland (Reederei Peter Deilmann) um mehr als das Dreifache.
Die Anlage besteht aus vier Neunzylinder-Viertakt-Dieselmotoren des Typs Wärtsilä 46, die jeweils paarweise in zwei Maschinenräumen untergebracht sind. Die Motoren treiben über Reduktionsgetriebe zwei große 4-Blatt-Verstellpropeller (Hersteller: KaMeWa) mit einem Durchmesser von 5,4 m an, deren Drehkreise sich beinahe berühren. Die Nenndrehzahl der Propeller liegt bei 130/min. Hydraulische Kupplungen erlauben den Betrieb in jeder Motorenkombination. Dadurch können auch während des Betriebes Motoren für Wartungsarbeiten abgeschaltet werden. Mit nur zwei laufenden Motoren erreicht das Schiff bereits Geschwindigkeiten von 22 Knoten. Bei Testfahrten unter Volllast wurden Geschwindigkeiten von über 30 Knoten (ca. 55,6 km/h) erreicht.
Neben den Hauptmotoren sind noch vier weitere Hilfsmotoren des Typs Wärtsilä 26 installiert. Jeder der Achtzylinder-Reihenmotoren leistet 2.000 kW (ca. 2.720 PS).